# Salzach
La Salzach est, avec une longueur de 226 km, l'affluent le plus long de l'Inn (rive droite) et la principale rivière du land de Salzbourg.

## Hydronymie
Le nom de Salzach, anciennement Salza, comme celui de Salzbourg, provient du mot allemand salz, signifiant sel. Jusqu'au XIXe siècle, le transport du sel sur la Salzach a été un facteur important de l'économie du land de Salzbourg mais avec l'arrivée du chemin de fer, la navigation fluviale est rapidement supplantée par ce nouveau mode de transport.
Le nom latin dès l'antiquité était Iuvarus, dérivant d'une divinité du fleuve celtique; de cette rivière la cité romaine a gardé le nom Iuvavum.

## Géographie

### Bassin versant
Le bassin versant de la Salzach est situé sur deux pays : l'Autriche et l'Allemagne. Elle forme, sur une distance de 60 km, la frontière naturelle entre ces deux Etats depuis le traité de Munich du 14 avril 1816, signé entre le royaume de Bavière et l'empire d'Autriche.

### Cours
La Salzach prend sa source sur les pentes du mont Salzachgeier dans les Alpes de Kitzbühel à 2 300 m d'altitude, au nord de Krimml près de la frontière avec le Tyrol. Dans son cours supérieur, elle coule de l'ouest vers l'est, au pied nord des Hohe Tauern jusqu'à Schwarzach im Pongau. À cet endroit, elle bifurque et se dirige vers le nord, séparant les Alpes de Berchtesgaden à l'ouest et le massif de Tennen à l'est. Elle traverse les vastes bassins  de Hallein et de Salzbourg ainsi que la zone subalpine au nord, avant de se jeter dans l'Inn, en aval de Marktl et en amont de Braunau en Haute-Autriche.

### Principales localités traversées

#### En Autriche
- Mittersill, Bruck an der Großglocknerstraße, Sankt Johann im Pongau, Bischofshofen, Golling an der Salzach, Werfen, Hallein, Puch bei Hallein, Salzbourg, Oberndorf bei Salzburg, Ostermiething.

#### En Allemagne
- Freilassing, Laufen, Tittmoning, Burghausen.

## Histoire
La Salzach fit la richesse de Burghausen du XIVe au XVIe siècle. Elle permettait le transport et le commerce du sel qui était acheminé par des barques à fond plat depuis Hallein, près de Salzbourg, jusqu'à Passau. Depuis le milieu du XIXe siècle, la rivière est largement canalisée pour limiter les risques d'inondation, notamment autour de Salzbourg. La création d'installations hydroélectriques est envisagée dans les années 1960, mais une vague de protestations fait échouer le projet. Au début du XXIe siècle, des efforts sont entrepris pour rendre à la rivière son aspect naturel.

## Galerie

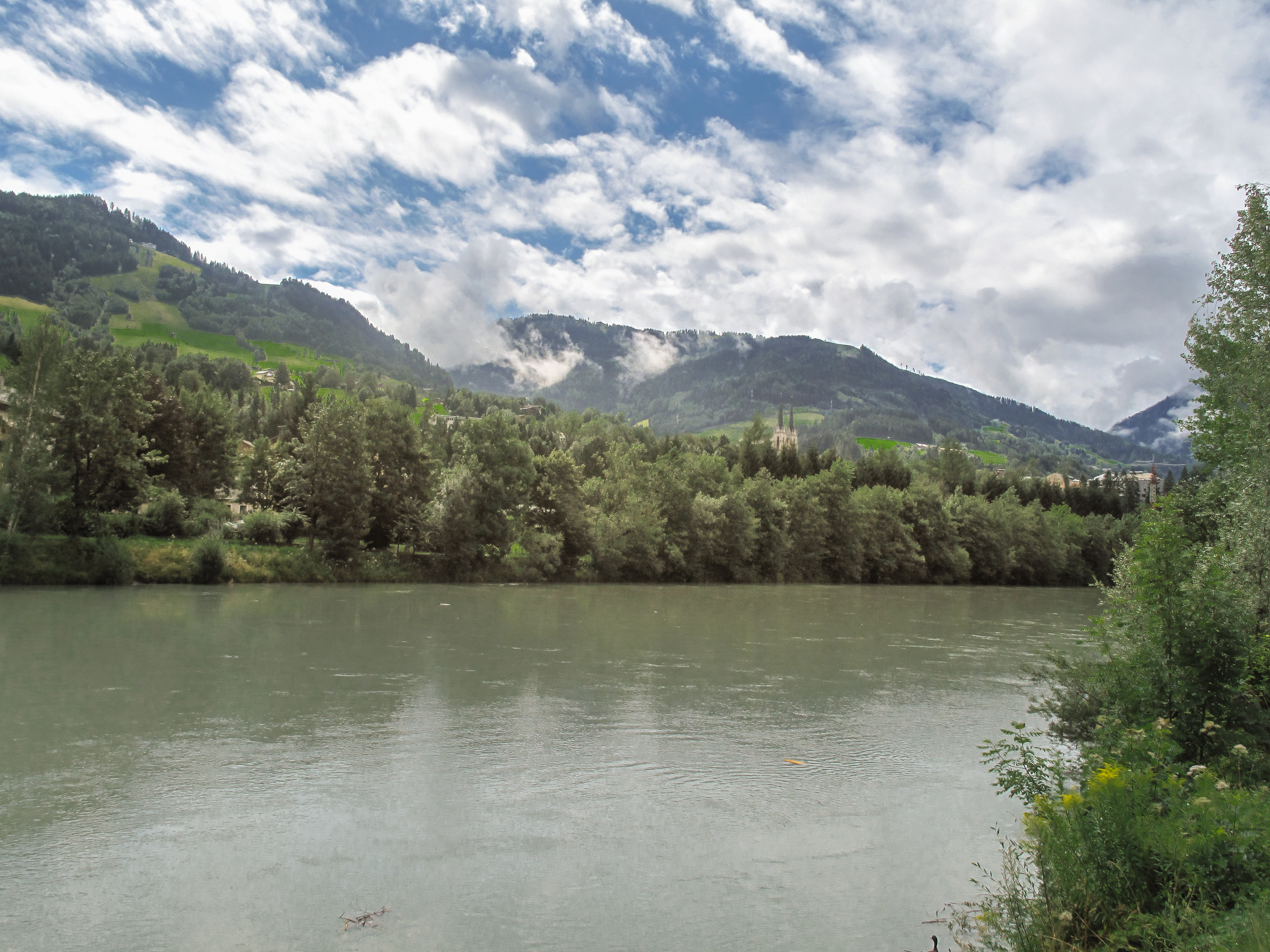
La Salzach à Sankt Johann im Pongau.
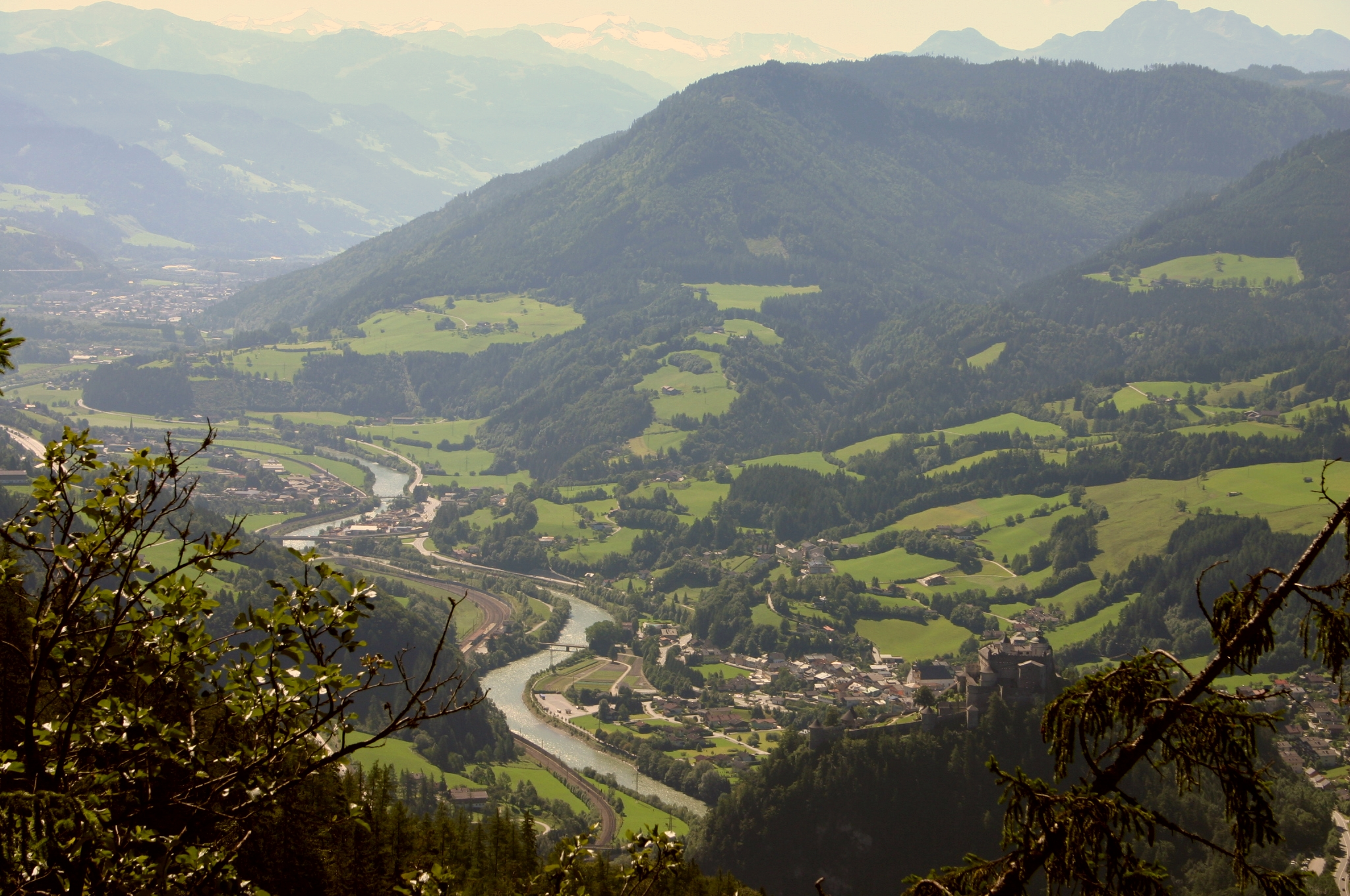
La Salzach près de Werfen.
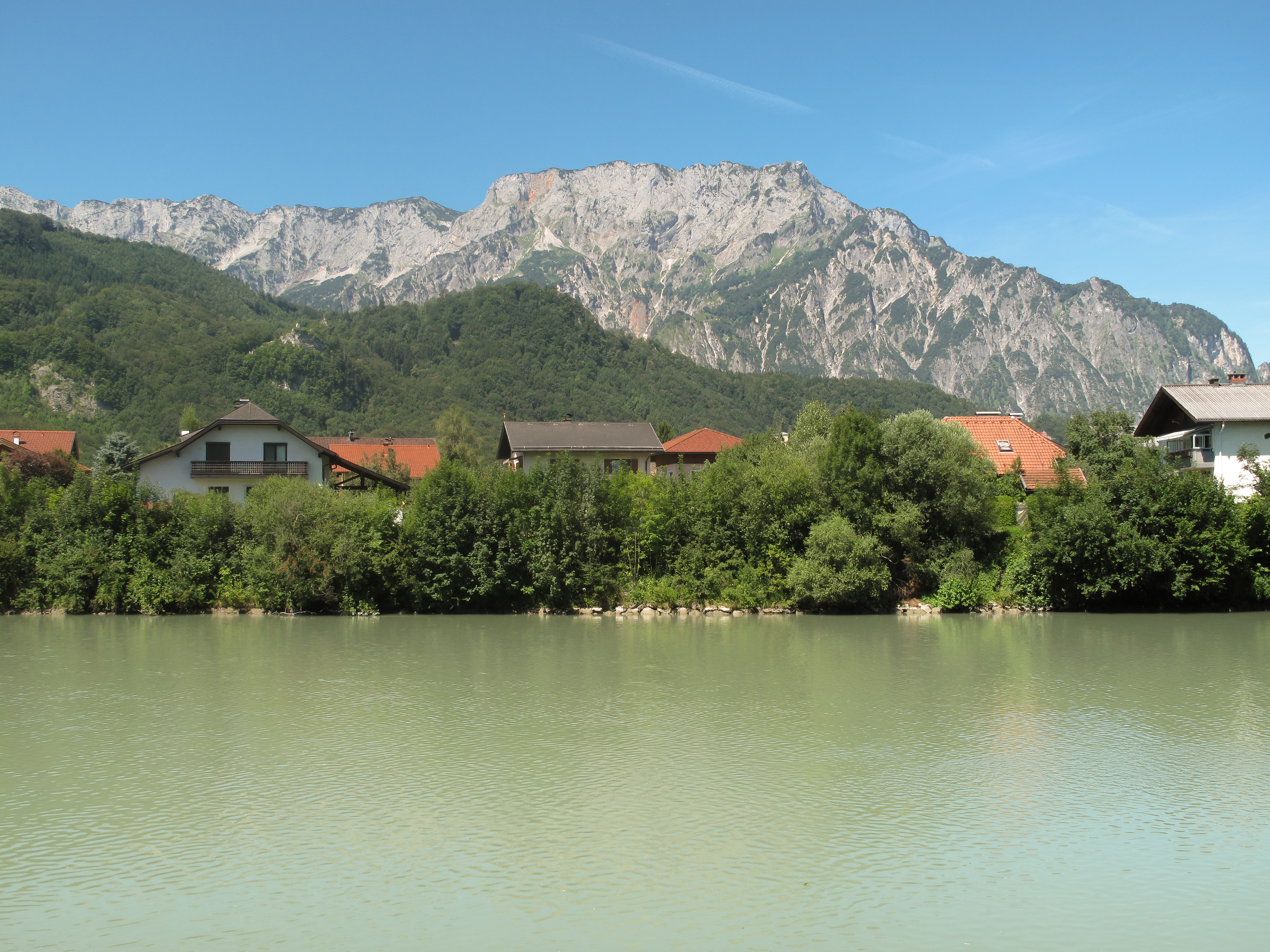
La Salzach près de Hallein.
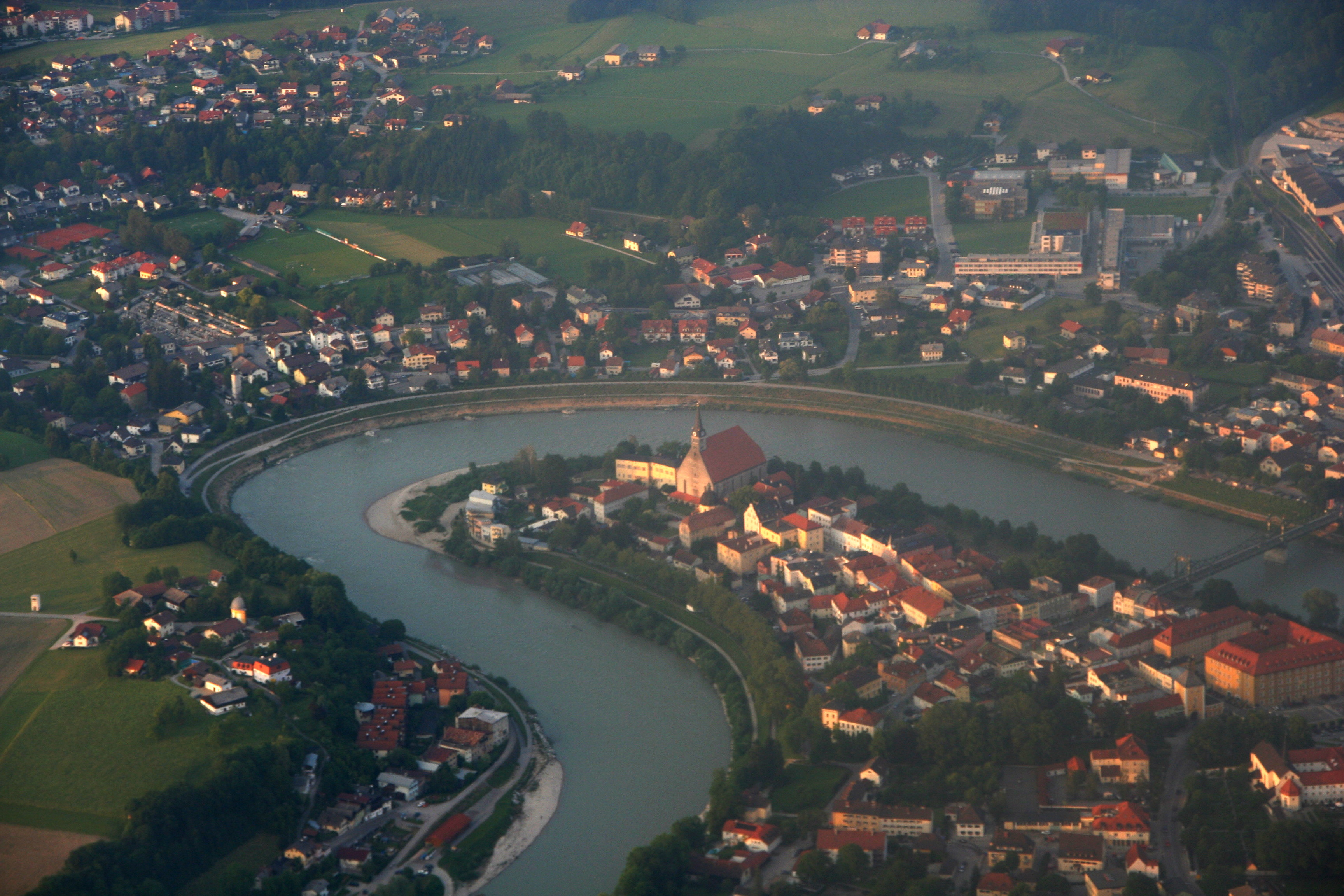
La Salzach à Laufen en Allemagne.